# Prorivulus
 Prorivulus  és un gènere de peixos de la família dels rivúlids i de l'ordre dels ciprinodontiformes.

## Taxonomia
- Prorivulus auriferus (Costa, Lima & Suzart, 2004)[1][2][3][4][5]